# Lexias dirtea
Espèce
Lexias dirtea, l’Archiduc sombre, est une espèce de lépidoptères (papillons) de la famille des Nymphalidae originaire d'Asie du Sud-Est.

## Description

### Papillon
L'imago de Lexias dirtea est un grand papillon d'une envergure d'environ 8 à 10 cm. Cette espèce présente un fort dimorphisme sexuel avec des motifs et des couleurs très différents.
Le dessus des ailes du mâle est noir avec des marges bleu-verdâtre chatoyantes, en particulier sur les ailes postérieures. Les femelles sont plus grandes et ont le dessus des ailes noirâtre avec plusieurs rangées de taches blanchâtre et bleues. La face ventrale des mâles est brune avec des taches blanchâtres, tandis que chez la femelle, les ailes antérieures sont brun foncé et les ailes postérieures sont d'un vert pâle bleuâtre avec des taches blanchâtres sur les deux ailes.
La partie apicale (extrémité) des antennes est noire chez les deux sexes de l'Archiduc sombre (Lexias dirtea) alors qu'elle est de couleur nettement jaune-orange chez l'Archiduc commun (Lexias pardalis), une espèce très similaire.

### Chenille
La chenille a le corps recouvert « d'épines » ramifiées aux pointes orange et noires mais elle n'est pas toxique et peut être touchée sans aucun danger.

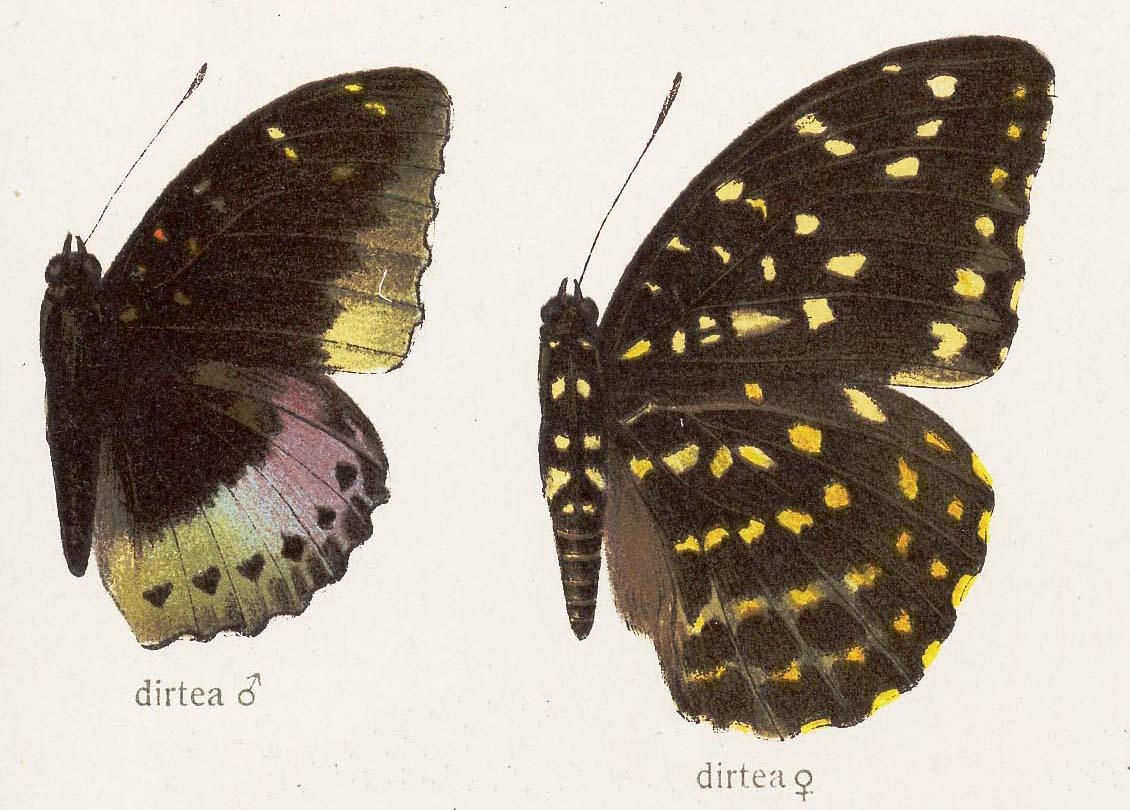
Dessus de l'aile d'un mâle et d'une femelle.
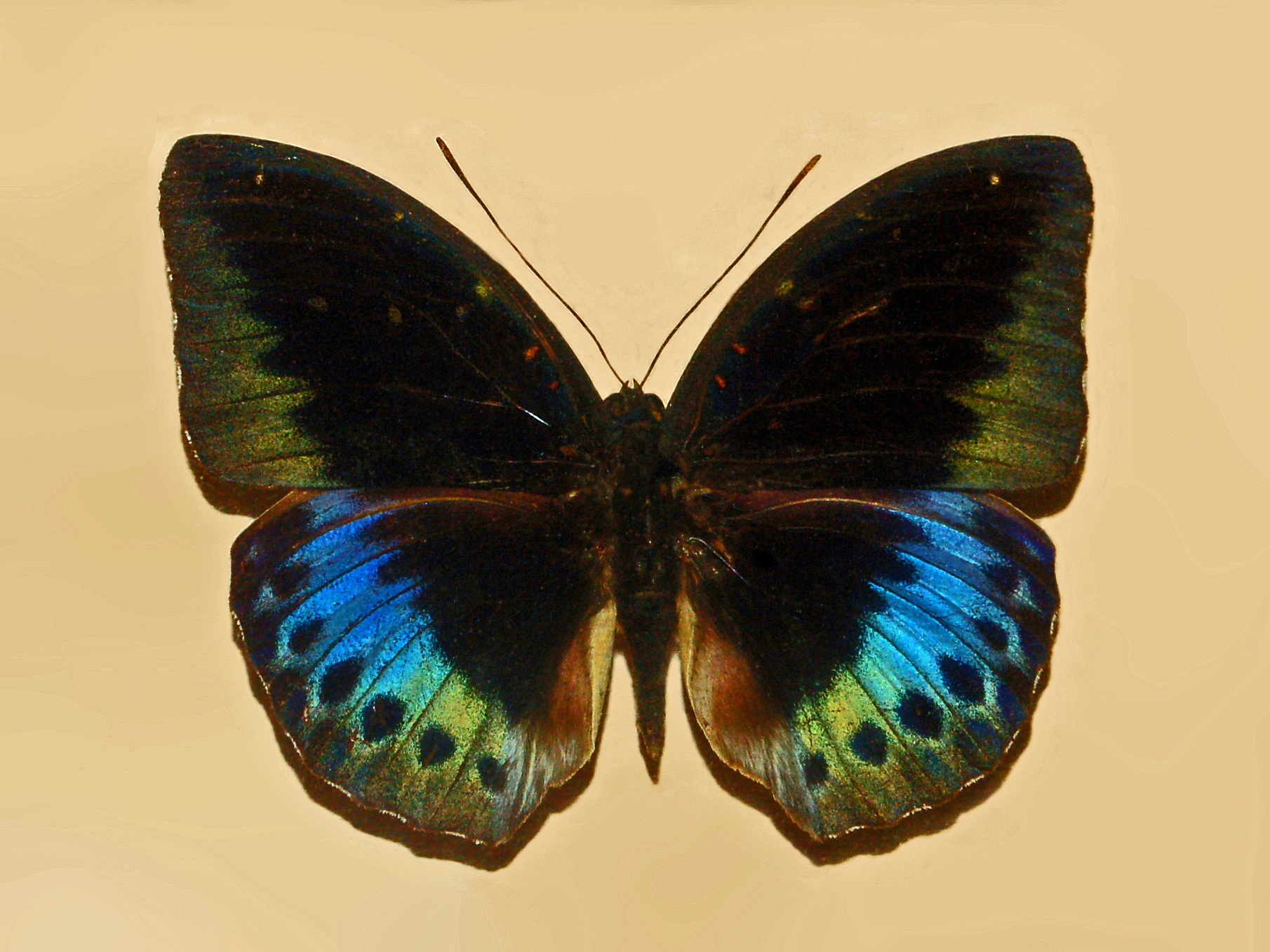
Face dorsale du mâle.
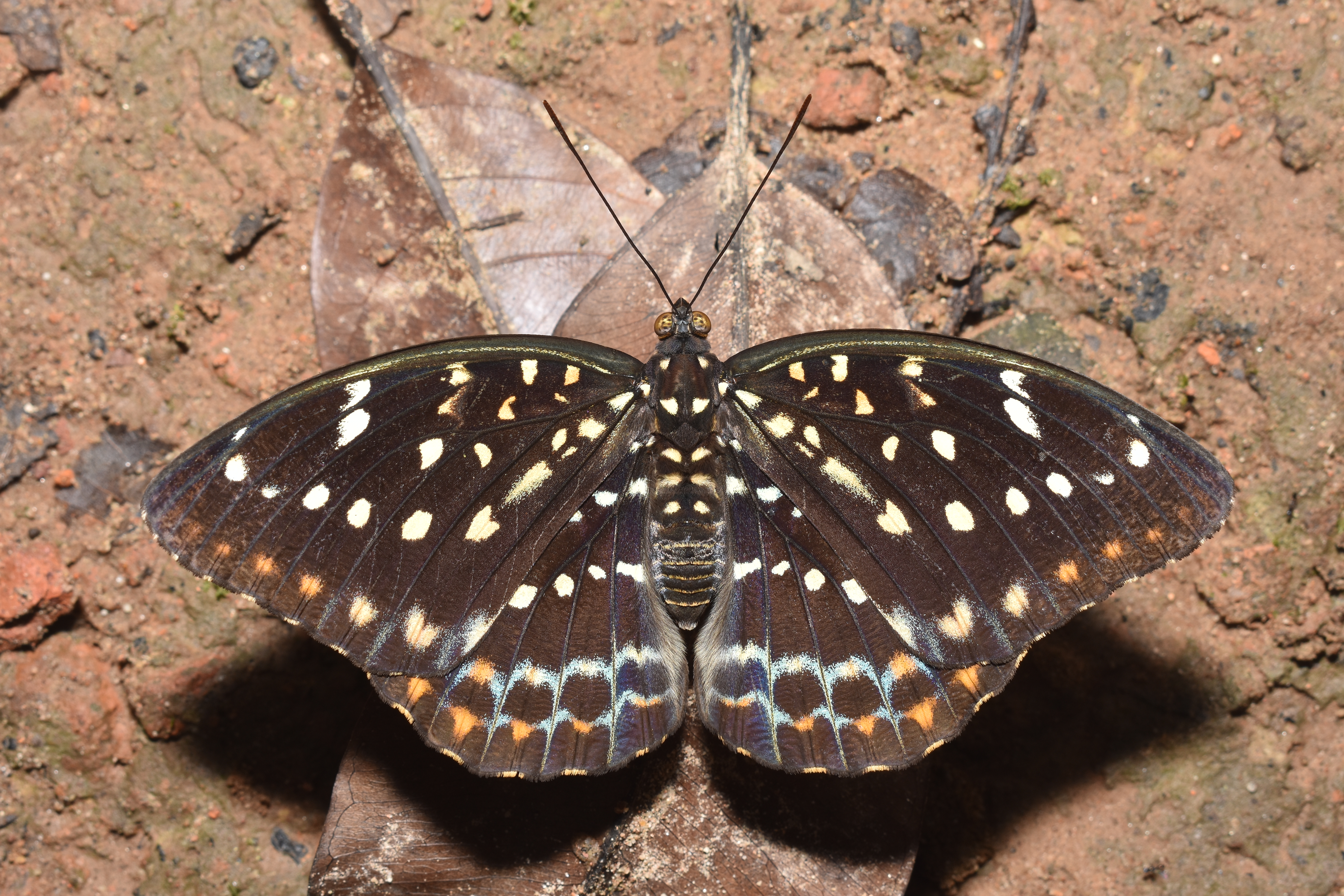
Face dorsale de la femelle.
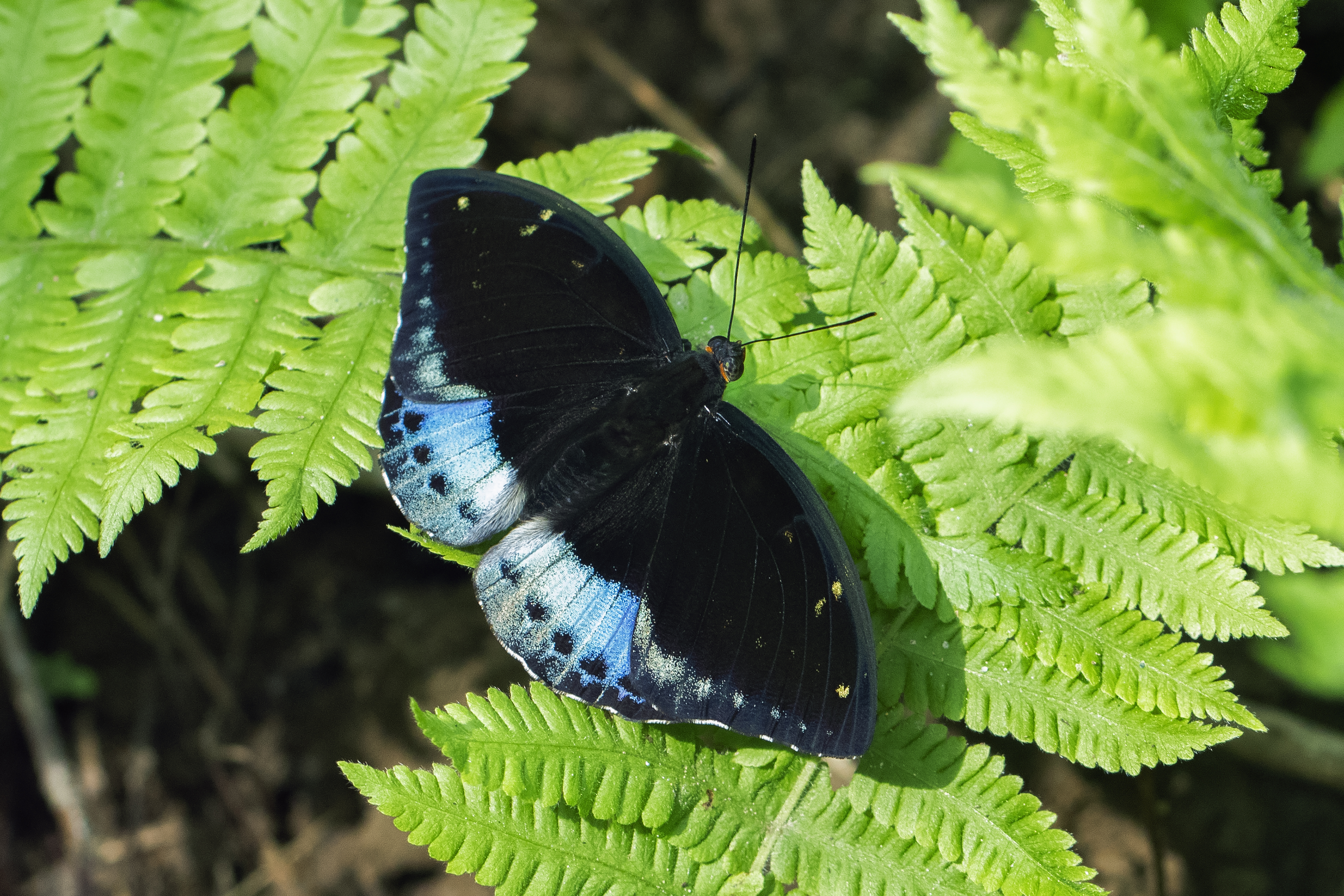
Mâle.
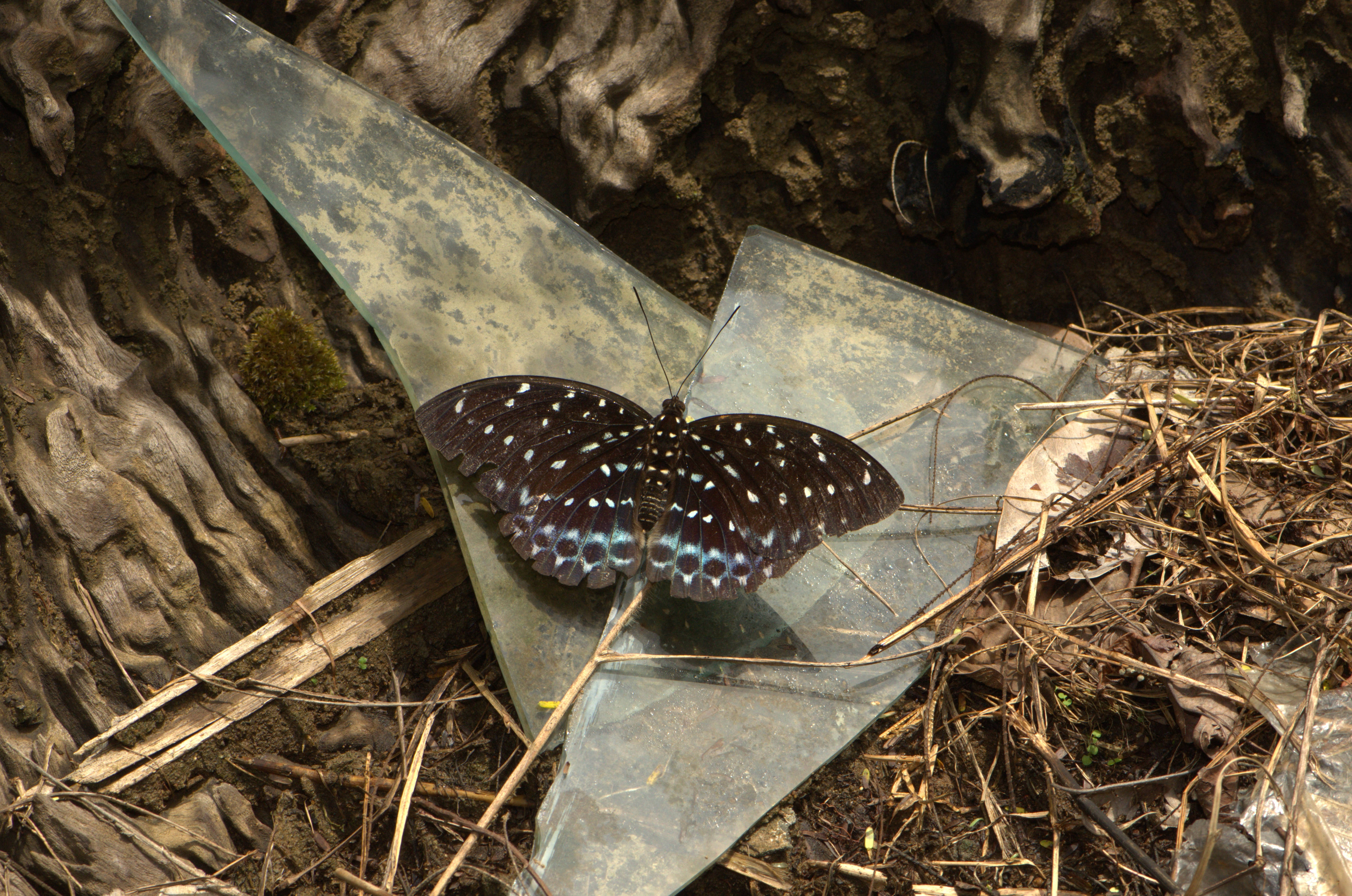
Femelle.
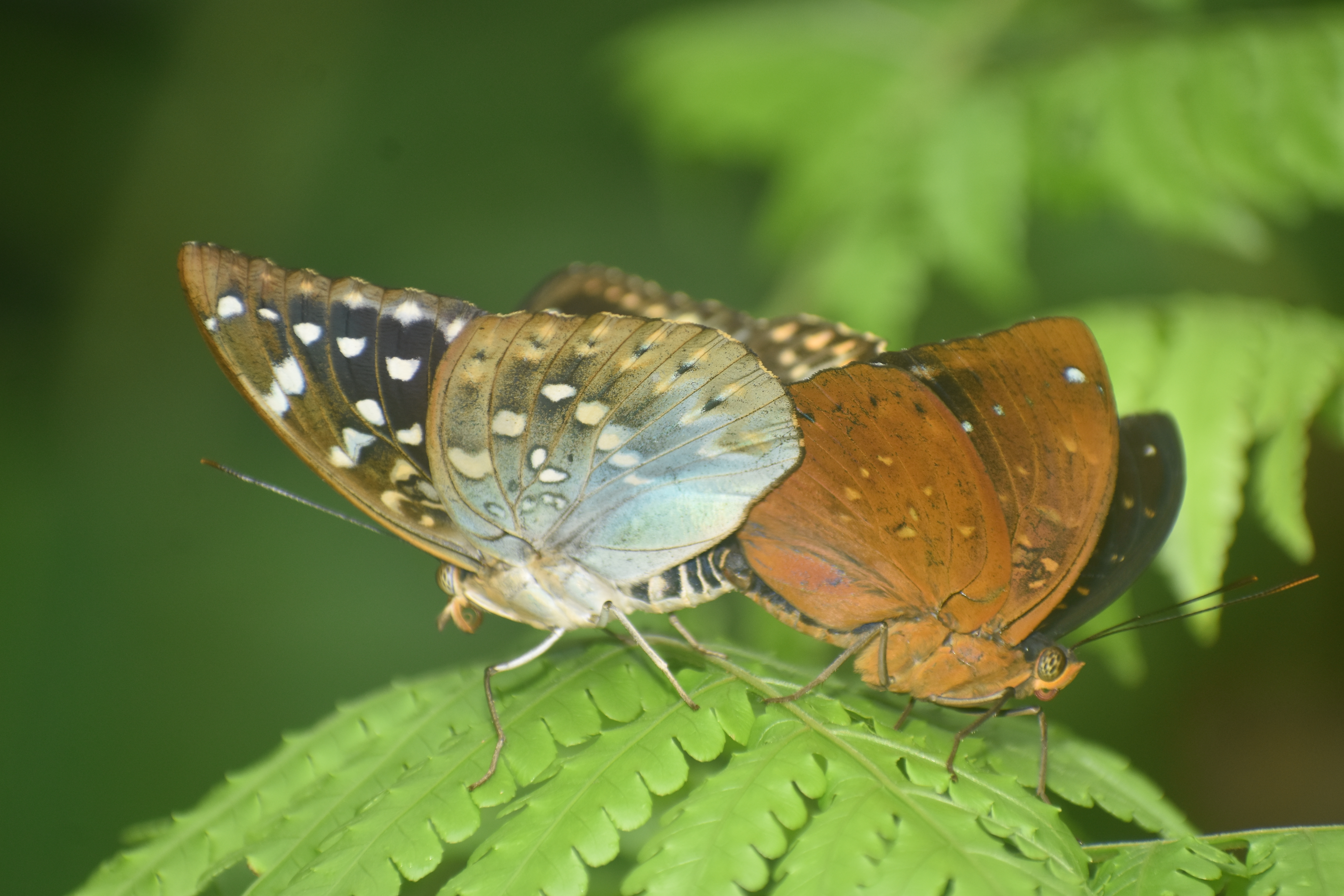
Accouplement.
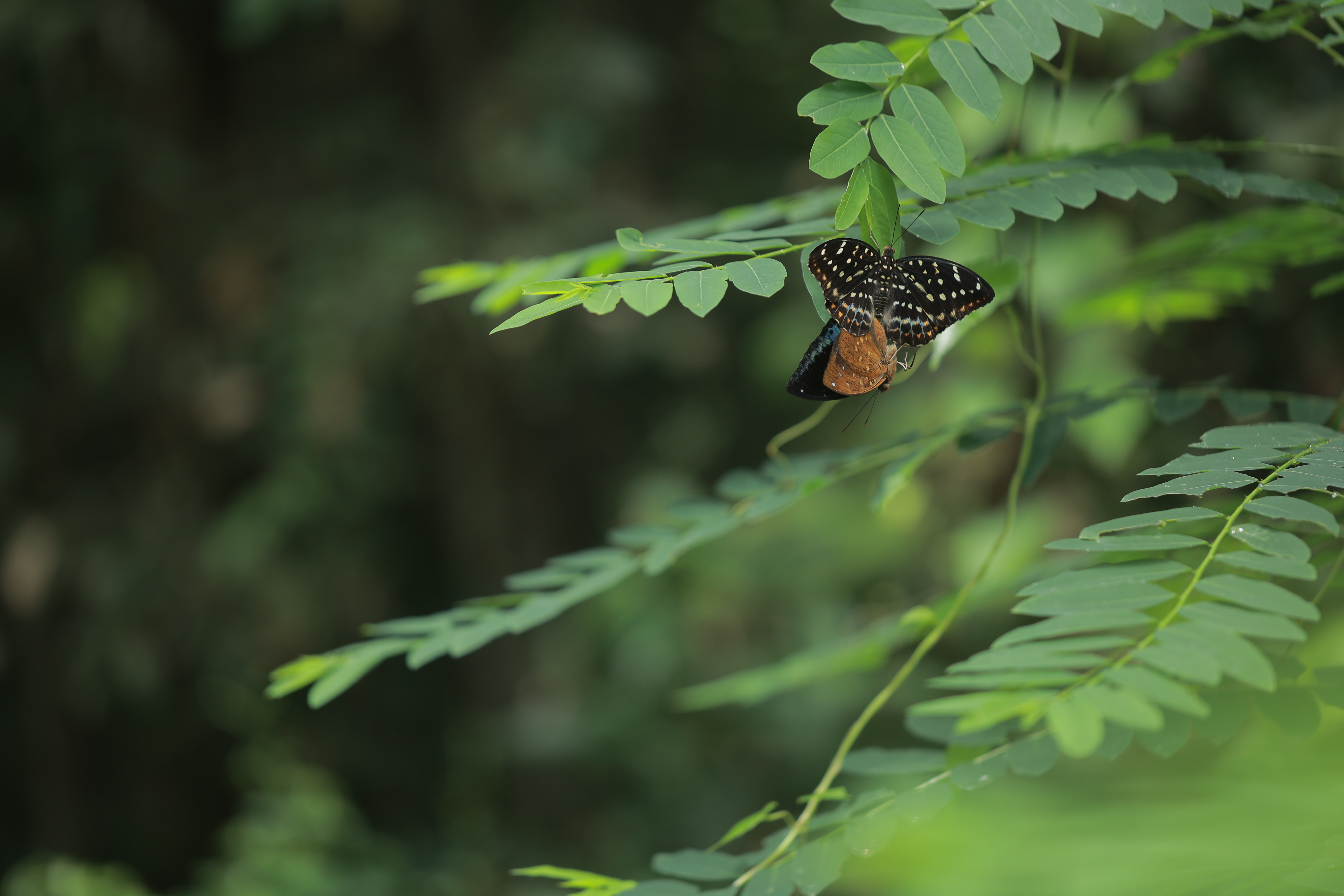
Accouplement.

## Biologie

### Plantes nourricières
Les chenilles se nourrissent de feuilles du Mampat (Cratoxylum formosum, famille des Hypericaceae). Les papillons se nourrissent du jus de fruits pourrissants, en particulier de celui des mangoustans (Garcinia, famille des Clusiaceae).

## Distribution et biotopes
Cette espèce est présente dans l'écozone indomalaise, notamment en Indonésie, aux Philippines ; au sud de la Chine ; au Laos, au Viêt Nam, au Cambodge, en Birmanie, en Thaïlande et en Malaisie ; et en Inde.
Elle fréquente les clairières et les sentiers des forêts tropicales marécageuses entre 100 et 800 m d'altitude.

## Liste des sous-espèces
Selon BioLib (27 février 2023) :
- Lexias dirtea agosthena (Fruhstorfer, 1914)
- Lexias dirtea annae (Hagen, 1896)
- Lexias dirtea aquila Tsukada, 1991
- Lexias dirtea baliaris Tsukada, 1991
- Lexias dirtea boisduvalii (Boisduval, 1836)
- Lexias dirtea bontouxi (Vitalis de Salvaza, 1924)
- Lexias dirtea chalcedonides (Fruhstorfer, 1913)
- Lexias dirtea dirtea (Fabricius, 1793)
- Lexias dirtea dirteoides (Fruhstorfer, 1913)
- Lexias dirtea dolia (Fruhstorfer, 1913)
- Lexias dirtea grata Tsukada, 1991
- Lexias dirtea inimitabilis Tsukada, 1991
- Lexias dirtea insulanus Tsukada, 1991
- Lexias dirtea iwasakii Okubo, 1983
- Lexias dirtea javana (Fruhstorfer, 1898)
- Lexias dirtea khasiana (Swinhoe, 1893)
- Lexias dirtea merguia (Tytler, 1926)
- Lexias dirtea montana (Hagen, 1896)
- Lexias dirtea palawana (Moore, 1897)
- Lexias dirtea roepkei (Toxopeus, 1949)
- Lexias dirtea toonchai Murayama & Kimura, 1991

## Systématique
Le nom valide de ce taxon est Lexias dirtea (Fabricius, 1793).